# Hortus Haren

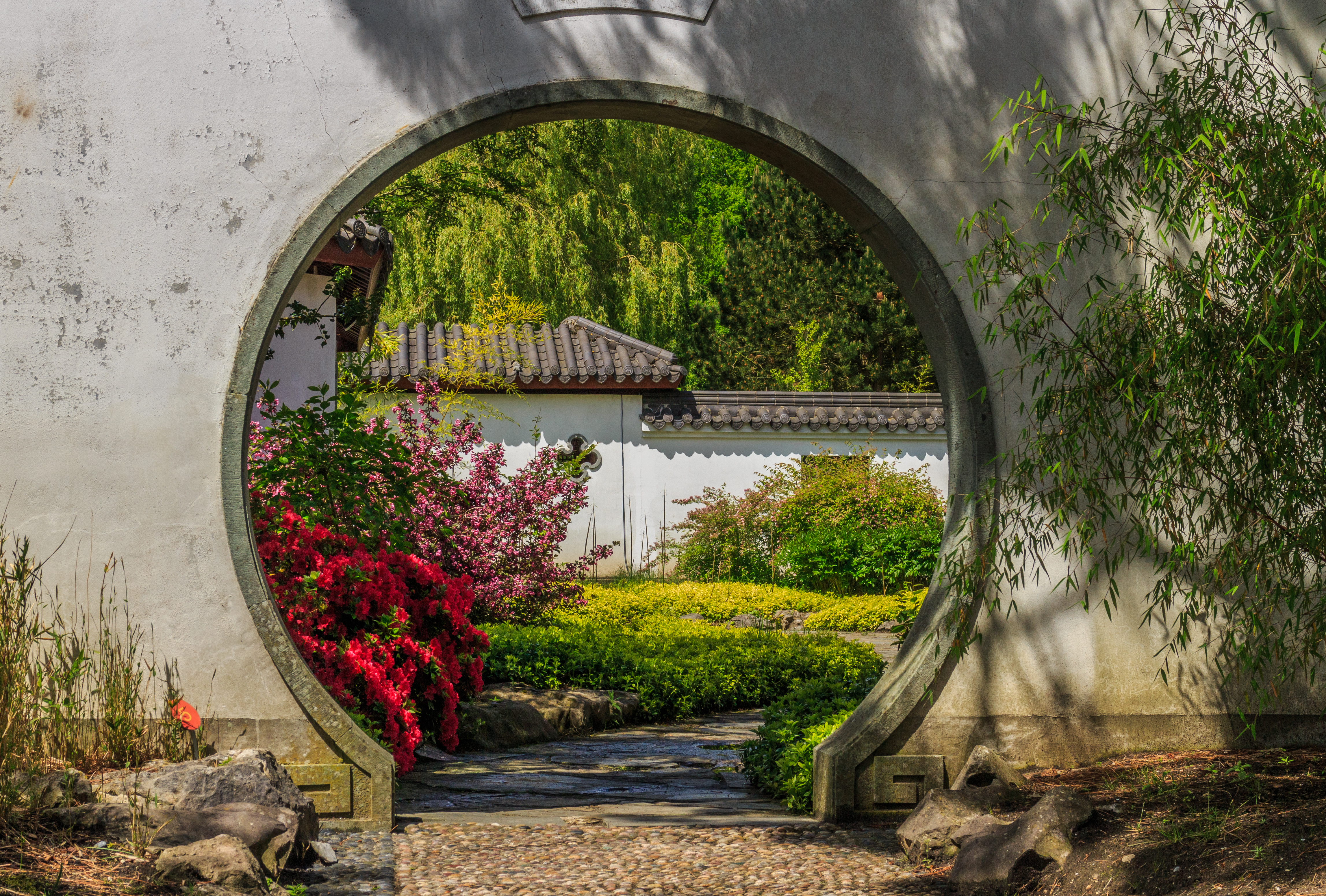
Blick in den Chinesischen Garten

Der Hortus botanicus Haren ist ein botanischer Garten im Groninger Stadtteil Haren in den Niederlanden. Mit einer Fläche von über 20 ha ist er der größte botanische Garten des Landes, nach anderen Quellen zumindest einer der größten.

## Geschichte
Der Garten geht zurück auf einen Garten des Apothekers Henricus Munting, den dieser im Jahr 1626 in Groningen anlegte. Im Jahr 1691 ging der Garten von der Familie Munting an die Provinz Groningen über, wo er von der Universität Groningen geführt wurde. Im Jahr 1917 wurde ein Anwesen in dem Groninger Vorort Haren hinzugekauft und schließlich im Jahr 1967 der Garten komplett nach Haren verlegt.
Nachdem der Garten im Jahr 1988 zunächst aus finanziellen Gründen von der Schließung bedroht war, wurde dann doch investiert und 1995 der Chinesische Garten und 1999 die Gärten von Ogham (Celtic Garden) eröffnet.